# Striking Vipers
A Striking Vipers (magyar felirat szerinti címmel: Vérszomjas viperák) a Fekete tükör című brit sci-fi sorozat huszadik epizódja, amit a sorozat showrunnere, Charlie Brooker írt és Owen Harris rendezett. 2019. június 5-én mutatta be a Netflix, az ötödik évad többi részével egyszerre.
Ebben az epizódban két régi barát, Danny Parker és Karl Houghon hosszú idő után újra játszanak egy virtuális valóságban zajló verekedős játékkal. Virtuális karaktereikkel rendszeresen szeretkezni kezdenek a programban, ami kihatással van Danny házasságára. Az epizódot Brazíliában forgatták, és mindegyik szereplője fekete. A cselekmény alapját egy munkahelyi internetes affér szolgáltatta, amelyikben a felek egyike sem tudta, hogy ki a másik.
A főbb kitárgyalt témák a szexualitás, a barátság és a szerelem, a hűtlenség. Felmerül kérdésként, hogy Danny és Karl homoszexuálisok-e, illetve hogy amit Danny csinál, az megcsalásnak számít-e. A kritikák a hasonló tárgyú "San Junipero" epizóddal vetették össze, a színészi játékot és a rendezést jónak találva, de kritizálva a karakterek kidolgozottságát.

## Cselekmény
A 27 éves Danny Parker és a barátnője, Theo elmennek egy bárba, ahol azt játsszák, hogy teljesen ismeretlenek egymás számára. Miután hazamentek és szeretkeztek, Danny hangosan kezd el játszani a legjobb barátjával, Karllal a Striking Vipers nevű verekedős játékkal, méghozzá kedvenc karaktereikkel, Lance-szel és Roxette-tel. A játék felébreszti Theót.
Tizenegy évvel később Danny egy barbecue-partit tart otthon Theóval, aki már a felesége, és van egy ötéves gyerekük. Egy ideje már nem tartja a kapcsolatot Karllal, akinek van egy Mariella nevű barátnője. A buliban megjelenik Karl is, aki ajándékot hozott: a Striking Vipers X nevű játékot, ami a sorozat legújabb része, és egy eszköz segítségével a virtuális valóságban játszódik. Aznap este mindketten kipróbálják a saját otthonukban: miközben mozdulatlanul fekszenek a fotelben, kimerevedett pupillával, a tudatuk a játékon belülre kerül, ahol ismét felveszik Lance és Roxette karaktereit, de immár a bőrükbe bújva. Kemény harc után, amiben a fájdalmat is érzik, végül egymásra esnek. Hirtelen Karl, Roxette bőrében megcsókolja a Lance-ként a játékban lévő Dannyt, aki ettől megrémül és gyorsan kilép.
A következő hetekben aztán ez az affér többször is megismétlődik, sőt szeretkeznek is a karakterek képében, miközben Danny teljesen elhidegül a feleségétől, pedig Theóval a gyerekvállalást tervezgették. A házassági évfordulójukon Theo szembesíti is ezzel a férfit és rákérdez, hogy viszonya van-e valakivel. Danny azt mondja, hogy nem, majd megmondja Karlnak, hogy ezt be kell fejezniük.
Hónapokkal később Danny születésnapi bulijára Theo, aki több hónapos terhes, meglepetésvendégként meghívja Karlt. Karl négyszemközt megmondja Dannynek, hogy próbálta ugyanazt az élményt reprodukálni a játékban más karakterekkel, sőt más emberekkel is, de nem érezte ugyanazt, mint vele. Aznap este újra játszanak, szeretkeznek, és miután Karl (mint Roxette) azt mondja, hogy szereti, Danny azonnali személyes találkozóra hívja őt. Miután el kell dönteniük, hogy pontosan micsoda ez, amit csinálnak, azt javasolja, hogy csókolózzanak a való életben is - megtörténik, de mindketten azt mondják, hogy semmilyen érzést nem vált ki belőlük. Karl továbbra is azt kéri, hogy folytassák a dolgot a játékban, amivel Danny nem ért egyet. Összevesznek, majd össze is verekednek, aminek a rendőrség vet véget. Theo hozza haza Dannyt a rendőrségről, aki tudni akarja az igazat arról, hogy miért is verekedtek össze, Danny pedig végül bevallja az igazat.
A következő születésnapon, amikor már Danny és Theo második gyereke is megszületett, az Theo ajándéka, hogy újra beléphet a játékba Karllal, cserébe pedig ő elmegy a bárba a jegygyűrűje nélkül, idegenekkel ismerkedni.

## Szereplők
| Szerep        | Színész               | Magyar hang         |
| ------------- | --------------------- | ------------------- |
| Danny Parker  | Anthony Mackie        | Papp Dániel         |
| Karl Houghton | Yahya Abdul-Mateen II | Szatory Dávid       |
| Theo Parker   | Nicole Beharie        | Majsai-Nyilas Tünde |
| Roxette       | Pom Klementieff       | Kelemen Kata        |
| Lance         | Ludi Lin              | Jakab Márk          |
| Tyler         | August Muschett       | Maszlag Bálint      |
| Mariella      | Fola Evans-Akingbola  | Laurinyecz Réka     |

## Az epizód készítése
Az epizód alapötletét egy csapatépítő tréning képezte, amelyben a résztvevők virtuális karaktereik bőrébe bújva szerepeltek, és a Grease musicalt készültek előadni. Kettejüknek viszonya lett egymással, anélkül, hogy tudták volna, ki a másik. A másik inspiráció Brooker fiatalkori élménye volt: még a kilencvenes években sokat játszott a lakótársaival a Tekken című játékkal. Azt mondta, hogy a hangok alapján, amiket kiadtak, a szomszédaik joggal gondolhatták azt is, hogy valamilyen szexbarlangban élnek. A forgatókönyv írására számos játék volt hatással, köztük a Dead or Alive, amiben a karakterek egyértelmű szexuális utalásokkal rendelkeznek.
A pornográfia is téma volt az írók között, pontosabban annak a határa, hogy hol ér véget a pornó egészséges felhasználása és hol kezdődik a viszony. A "Striking Vipers", mint cím is egyszerre remek játéknév és egyszerre tartalmaz rejtett szexuális utalást. A forgatókönyv írása során a "Man Junipero" munkacímre hallgatott, utalva a másik epizóddal való nagyfokú hasonlóságra. Brooker a főszereplők közti kapcsolat kapcsán megjegyezte, hogy ők nem homoszexuálisok, hanem maga a történet a férfibarátságról és a kommunikációs nehézségekről szól. A másik producer Annabel Jones szerint a történet a felnövésről és az identitáskeresésről is szól.

## Forráshivatkozások
1. ↑  „'Black Mirror' Showrunners Say 'Striking Vipers' Started as a VR 'Grease' Musical”, TheWrap, 2019. június 6. (Hozzáférés: 2023. július 13.) (amerikai angol nyelvű)
2. ↑  June 05, James Hibberd: 'Black Mirror' creator discusses that unique 'Striking Vipers' relationship (angol nyelven). EW.com. (Hozzáférés: 2023. július 13.)
3. ↑  Stern, Marlow. „Inside ‘Black Mirror’s’ First Porn Episode: ‘It’s a Sexual Playground’”, The Daily Beast, 2019. június 5. (Hozzáférés: 2023. július 13.) (angol nyelvű)
4. ↑  Mellor, Rob Leane, Louisa: Black Mirror season 5: Charlie Brooker on Striking Vipers 'Why did they bother programming goolies?' (amerikai angol nyelven). Den of Geek, 2019. június 6. (Hozzáférés: 2023. július 13.)

## Fordítás
Ez a szócikk részben vagy egészben  a   Striking Vipers című angol Wikipédia-szócikk ezen változatának fordításán alapul.  Az eredeti cikk szerkesztőit annak laptörténete sorolja fel. Ez a jelzés csupán a megfogalmazás eredetét és a szerzői jogokat jelzi, nem szolgál a cikkben szereplő információk forrásmegjelöléseként.